# Xã Riley, Quận Clinton, Michigan
Xã Riley (tiếng Anh: Riley Township) là một xã thuộc quận Clinton, tiểu bang Michigan, Hoa Kỳ. Năm 2010, dân số của xã này là 2.024 người.